# United States National Library of Medicine

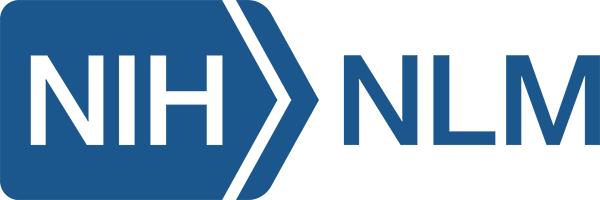
Logo der NLM

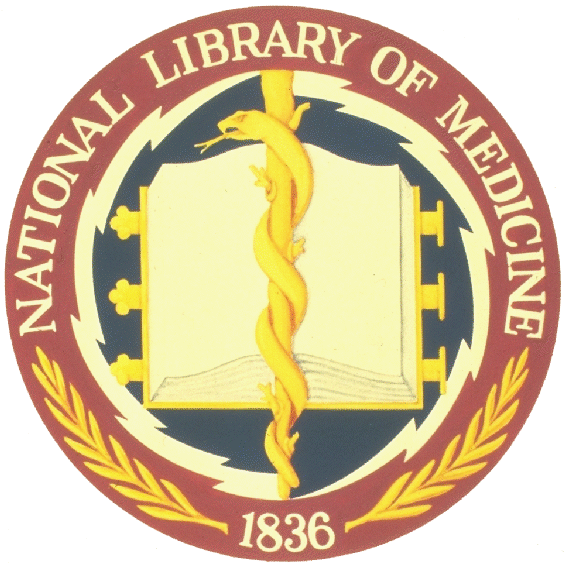
Siegel

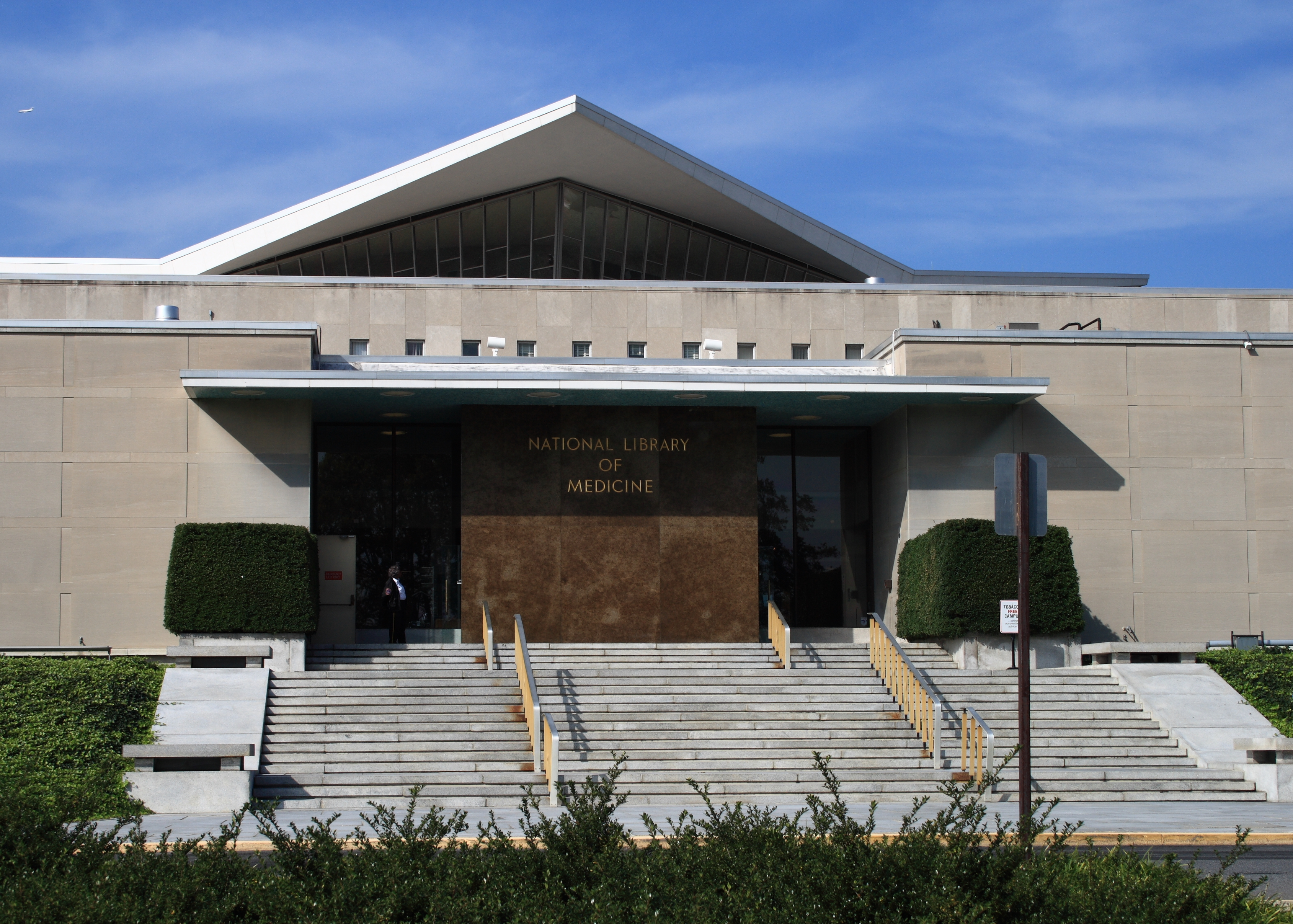
Hauptgebäude der National Library of Medicine in Bethesda, Maryland

Die United States National Library of Medicine (NLM; deutsch: Nationalbibliothek für Medizin) ist die weltgrößte medizinische Bibliothek. Ihr Bestand umfasst mehr als sieben Millionen Bände und beinhaltet Bücher, Zeitschriften, Technische Reporte, Manuskripte, Mikrofilme, Fotografien und Bilder.

## Allgemein
Die Bibliothek wurde 1836 als Library of the Surgeon General's Office des Generalstabsarztes (Surgeon General of the United States Army) gegründet. Sie befindet sich seit 1962 auf dem Campus des National Institutes of Health in Bethesda (Maryland). Leiter war von 1984 bis 2015 der Mediziner Donald A. B. Lindberg (1933–2019). Seit August 2016 ist Patricia Flatley Brennan seine Nachfolgerin.

## Inhalte und Services
Die NLM bietet rund 250 Produkte und Dienstleistungen (Stand 2020) an.

### MEDLINE
Ab 1879 gab die NLM den Index Medicus heraus, der im Dezember 2004 zu letztmals gedruckt veröffentlicht wurde. Seit 1966 gibt es eine elektronische Fassung des Index Medicus – die medizinisch bibliographische Datenbank MEDLINE. Sie ist über PubMed frei zugänglich.

### TEHIP
1967 wurde das „Toxicology and Environmental Health Program“ (TEHIP) als Teil der NLM gegründet. Es ist mit der Entwicklung von Datenbanken und Softwaresystemen für die elektronische Archivierung und Suche in medizinischer Literatur und den Akten von Regierungs- und Nicht-Regierungs-Organisationen befasst. TEHIP hat diverse Informationssysteme entwickelt, die kostenlos über das Internet genutzt werden können. Darunter das „TOXicology Data NETwork“ (TOXNET), „TOXMAP“, „Tox Town“, „Wireless Information System for Emergency Responders“ (WISER), „Toxmystery“ und die Produktdatenbank „Household Products Database“.

### NCBI
Die NLM beherbergt das National Center for Biotechnology Information (NCBI), dessen Datenbank der Biologie über das Entrez Gene und „PubMed“ frei zugänglich ist. 

### ClinicalTrials
Die NLM betreibt die weltgrößte klinische Studiendatenbank ClinicalTrials.gov.

### DailyMed
Ein weiterer Dienst ist DailyMed, mit dem Anwendungsinformationen zu in den USA vermarkteten Fertigarzneimitteln (Human- und Tierarzneimittel) werbefrei verfügbar gemacht werden. Die Daten basieren auf den gesetzlichen, von der U.S. Food and Drug Administration (FDA) beschiedenen Produktinformationstexten („Labelling“) und werden in Fassungen für je Heilberufsangehörige und Patienten präsentiert. Der Dienst wurde 2005 eingerichtet. Auch ein Werkzeug zu Produktidentifizierung ist enthalten.